# 宁波轨道交通
宁波轨道交通是服务于中国浙江省宁波市的城市轨道交通系统。宁波轨道交通是浙江省内继杭州地铁后第二个城市轨道交通系统，第一条线路始建于2009年，竣工于2014年。截至2025年7月，宁波轨道交通共运营6条线路，为1号线、2号线、3号线、4号线、5号线和8号线，总长219公里，车站152座（换乘站重复计算）。同时，有6号线一期、7号线等多条市区及市域线路在建。宁波轨道交通由国有企业宁波市轨道交通集团有限公司负责建设和运营。

## 历史

### 规划启动

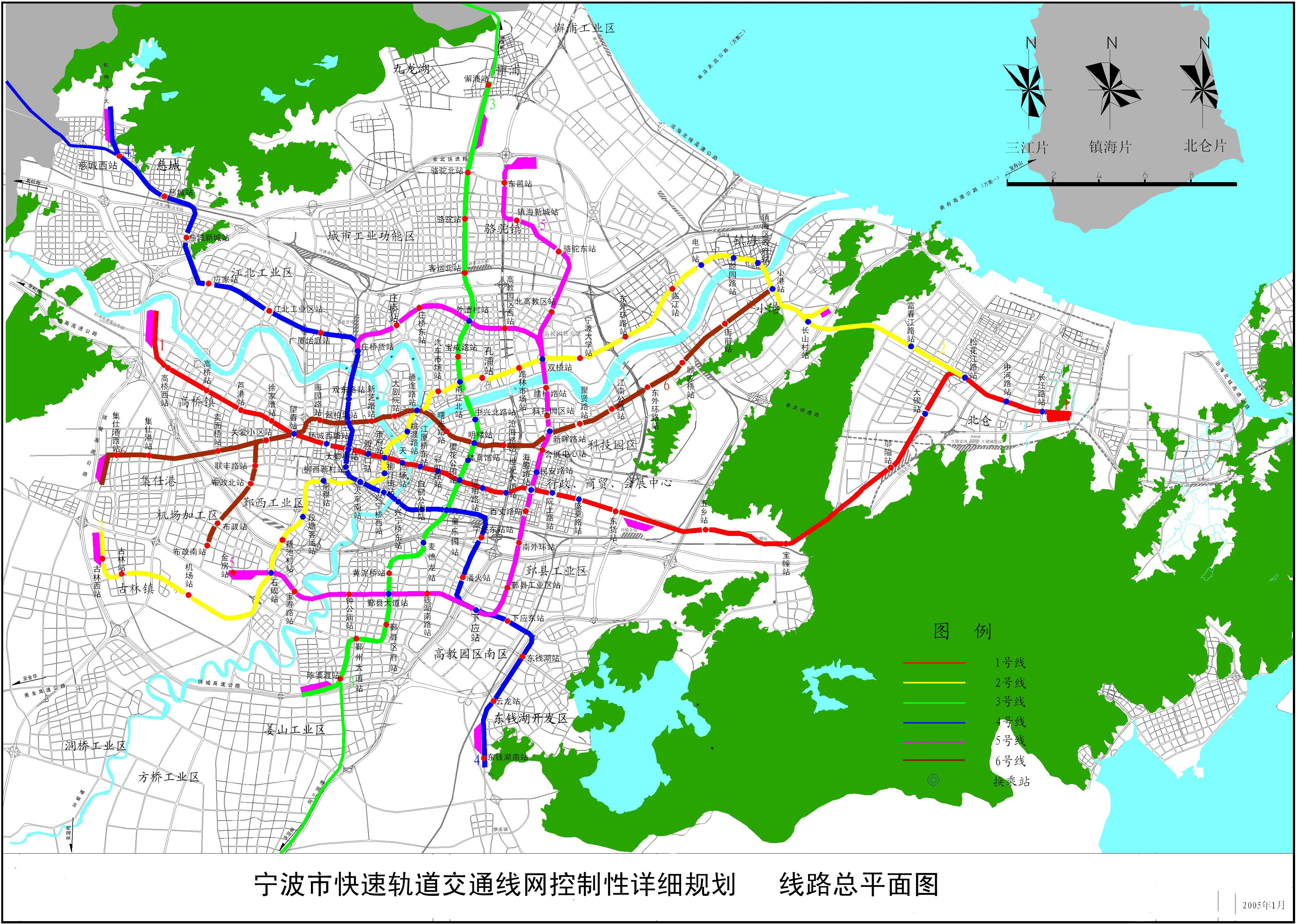
2006年宁波轨道交通线网控制性详细规划中的6线线路图

宁波轨道交通规划始于2003年。当年8月，宁波市政府编制完成《宁波市城市快速轨道交通线网规划》。这一规划包含三主三辅6条放射性轨道交通线路，全长247.5公里。 2006年由国务院批准的宁波城市总体规划中，也包含了这一线网规划，并计划于2020年建成一、二、三号线。2006年11月29日，宁波市人大常委会正式表决通过《关于建设轨道交通的决议》。同年，宁波市轨道交通集团有限公司成立。

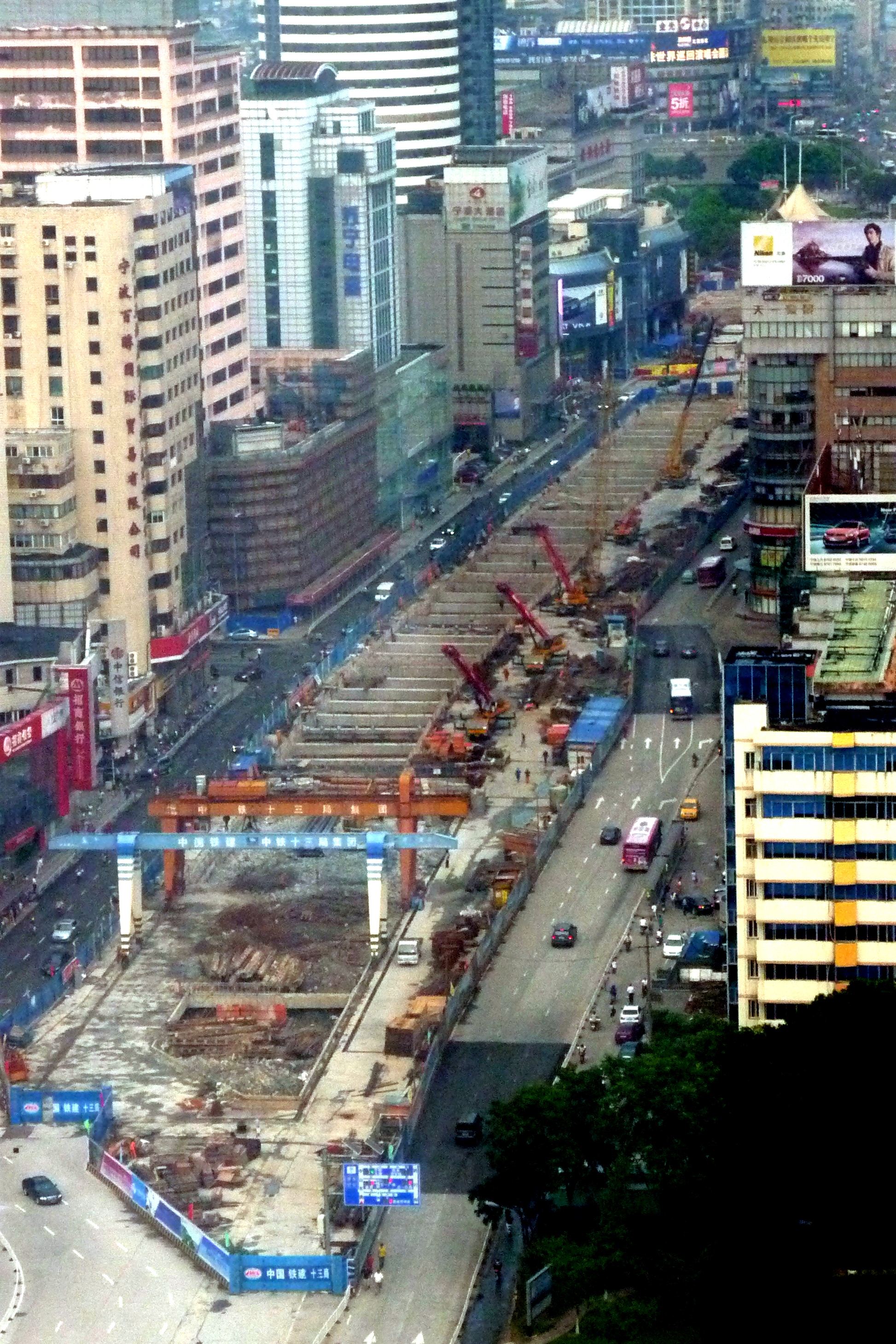
建设中的1号线鼓楼–东门口（天一广场）明挖区间

### 第一轮建设（2009－2015年）
宁波轨道交通第一个建设规划《宁波市城市快速轨道交通建设规划》（2006-2015）编制于2005年12月，同年上报国家发改委。2006年4月和9月，该规划获得国家发改委和建设部评审，并于2008年8月成为同一批城市建设规划中首个获批的建设规划。根据这一规划，宁波将于2015年前建成轨道交通1号线一期、二期和2号线一期，形成包含72.1公里里程，共含45座车站的“十”字形轨道交通网络。
在2006-2015规划获批后同月，1号线一期工程可行性研究报告上报国家发改委，并于同年12月获批。根据这一规划，宁波第一条轨道交通线路宁波轨道交通1号线一期工程西起海曙区高桥镇，东至鄞州区邱隘镇，全长20.8公里，设20座车站，总投资135亿元，成为当时宁波历史上单体投资最大的工程。这条线路于2009年6月26日开工建设，于2012年6月29日完成地下段双向洞通，12月轨道铺通，2013年7月地下段电通，8月首辆列车抵达，2014年5月30日开通运营。而西起邱隘镇，东至北仑区霞浦街道的1号线二期动工时间则相对较晚。该项目可行性研究报告于2012年7月获得国家发改委批复，并于同年开工建设。项目全长23.45公里，投资70.22亿元，于2016年3月19日竣工，与一期贯通运营。
规划中的另一条线路宁波轨道交通2号线一期可行性研究报告于1号线动工后的2010年3月获得国家发改委批复，并于当年12月正式开工建设。根据这一规划，2号线一期自宁波栎社国际机场至镇海区境内，全长28.5公里，共设车站21座，总投资180.9亿元。线路地下段于2014年6月隧道贯通，2015年3月完成短轨通，2015年6月开始空载试运行，2015年9月26日开通运营。

### 第二轮建设（2013－2020年）
在第一轮建设规划开始实施之后的2011年，宁波启动了第二轮轨道交通建设规划，该规划于2013年11月获得国务院批复。第二轮建设规划的年限为2013年至2020年，包含2号线二期、3号线一期和二期、4号线全线和5号线一期工程，总长100.1公里，计划投资640.4亿元。项目全部建成后，宁波城市轨道交通将形成“四线一环”的格局，线网总长将达到173.1公里。与此同时，连接余姚、慈溪和奉化三县市的市域轨道交通项目也被列入《浙江省都市圈城际铁路近期建设规划》，计划于2013年至2018年建设。其中，宁波至奉化城际铁路属于宁波轨道交通系统，并与第二轮建设同期实施，而宁波至慈溪城际铁路及宁波至余慈城际铁路二期则延期至第三轮规划期间实施。规划中的首条线路——3号线一期工程于2014年12月23日开工建设，2019年6月30日开通运营。2号线二期于2015年10月30日开工建设，首通段于2020年5月30日开通运营，后通段于2022年12月1日开通运营。3号线二期于2019年12月2日节点开工。2024年6月28日开通运营，由于庄桥机场搬迁问题暂与5号线贯通运营。4号线于2015年11月30日开工建设，2020年12月23日开通运营。城际铁路中的宁波至奉化线（宁奉城际或宁奉线，后又改名为鄞奉线）于2015年12月30日开工建设，首通段于2019年9月28日投入运营，与3号线贯通但首末班时间不同；后通段于2020年9月27日试运营，同时鄞奉线全线归入“3号线（鄞奉段）”，运营时间与3号线保持一致。5号线一期工程于2016年9月28日开工建设，2021年12月28日开通运营。

### 第三轮建设（2021－2026年）
宁波轨道交通第三轮建设规划于2020年12月获得国务院批复。第三轮建设规划实施年限为2021年至2026年，包含6号线一期、7号线、8号线一期以及1号线、4号线的延长，总长106.5公里，计划投资875.9亿元。同期实施的是《长三角地区多层次轨道交通一体化发展规划》中的10号线（宁慈线）和12号线（宁象线）。其中的4号线东延工程于2021年2月25日开工建设，于2025年5月16日开通；西延工程于2022年11月22日开工建设，2025年1月10日开通。6号线一期于2022年6月28日节点开工，7号线、8号线一期于2022年1月5日全线开工建设，其中8号线一期2025年6月30日开通运营（下应南站暂不开通）。12号线于2022年1月14日节点开工，10号线于2022年11月2日节点开工。

## 运营线路
至2025年7月，宁波轨道交通有1号线、2号线、3号线、4号线、5号线和8号线共计6条线路运营中。
宁波轨道交通1号线为东西向线路，西起海曙区高桥镇，沿中山路经过三江口，此后转入宁波东部新城，途经鄞州区邱隘镇和五乡镇，此后穿过育王岭进入北仑区境内，终于霞浦街道，全长46.17千米。
宁波轨道交通2号线为西南至东北方向线路，西起海曙区境内的栎社国际机场，经过宁波客运中心、宁波火车站、江北岸以及宁波大学，此后穿过镇海老城区并下穿甬江，抵达北仑区境内的红联站，全长33.95千米。
宁波轨道交通3号线为南北方向线路，南起奉化区境内的金海路站，途经宁波南部商务区、宁波博物馆、鄞州万达商圈、宁波儿童公园、宁波体育馆，北跨甬江至江北区境内的大通桥站，全长16.73千米。
宁波轨道交通4号线为西北至东南方向线路，西起慈城古建筑群所在的江北区慈城镇，向南越过姚江后经过海曙区，并再次向东越过奉化江进入鄞州区，依次连通庄桥站、宁波站、宁波东站三座铁路客运站，终到东钱湖旅游度假区，全长36.11千米。
宁波轨道交通5号线为环线。已开通的一期工程为东南半环及原规划3号线二期北段。线路西起海曙布政，途经临空经济示范区、石碶中心区，此后下穿奉化江进入南部商务区，再折向北进入鄞州工业区、东部新城、高新区，再下穿甬江并经过北高教园区，抵达镇海庄市，此后向西到达庄桥机场北侧并折向北，经过镇海新城并最终抵达骆驼桥站，全长36.6千米。
宁波轨道交通8号线为西北至东南方向线路，线路自开元路站，沿江北大道向东敷设，下穿机场路后向南沿洪大路敷设并下穿姚江。此后线路沿丽园路继续向南，下穿2号线后转为沿南苑街向东敷设，在环城西路再度转向南并在段塘中路转向东，下穿奉化江后沿樟溪路、百梁路向南，在泰康路转向东并下穿甬台温高速，此后继续向东沿泰康路至终点站下应南站。
| 中心城区轨道交通 | 中心城区轨道交通 | 中心城区轨道交通 | 中心城区轨道交通 | 中心城区轨道交通 | 中心城区轨道交通 | 中心城区轨道交通  | 中心城区轨道交通 | 中心城区轨道交通 | 中心城区轨道交通       | 中心城区轨道交通                     |
| 线路名           | 线路名           | 开通日期         | 最近延长         | 起点／终点       | 起点／终点       | 运营长度 （千米） | 车站数目         | 车辆编组         | 最高时速 （千米/小时） | 车辆基地                             |
| ---------------- | ---------------- | ---------------- | ---------------- | ---------------- | ---------------- | ----------------- | ---------------- | ---------------- | ---------------------- | ------------------------------------ |
|                  | 1号线            | 2014年5月30日    | 2016年3月19日    | 高桥西           | 霞浦             | 46.17             | 29               | 6B               | 80                     | 天童庄车辆段 江南停车场 朱塘村停车场 |
|                  | 2号线            | 2015年9月26日    | 2022年12月1日    | 栎社国际机场     | 红联             | 35.8              | 27               | 6B               | 80                     | 黄隘车辆段 东外环停车场              |
|                  | 3号线            | 2019年6月30日    | 2020年9月27日    | 金海路           | 大通桥           | 38.63             | 24               | 6B               | 80                     | 首南车辆段 奉化停车场                |
|                  | 4号线            | 2020年12月23日   | 2025年5月16日    | 慈城西           | 国际会议中心     | 39.73             | 27               | 6B               | 80                     | 东钱湖车辆段 慈城停车场              |
|                  | 5号线            | 2021年12月28日   | 2024年6月28日    | 布政             | 骆驼桥           | 36.6              | 27               | 6B（UTO）        | 80                     | 经堂庵跟车辆段 前殷停车场 朝阳停车场 |
|                  | 8号线            | 2025年6月30日    | -                | 开元路           | 寒松路           | 21.81             | 18               | 6B（UTO）        | 80                     | 下应南车辆段 洪塘停车场              |

## 运营

### 运营时间
截止2021年12月，宁波轨道交通1号线全天运营16小时33分，2号线、3号线全天运营16个小时20分，4号线全天运营16小时10分，5号线全天运营16小时。所有线路首班车发车时间均为6:00，1号线末班车发车时间最晚为22:33，2、3号线末班车发车时间最晚为22:30，4号线末班车发车时间最晚为22:10，5号线末班车发车时间最晚为22:00。1号线早、晚高峰行车间隔4分钟，平峰行车间隔小交路4分钟、大交路8分钟，低峰行车间隔10分钟。2号线早、晚高峰行车间隔4分20秒，平峰行车间隔6分20秒，低峰行车间隔10分钟。3号线早、晚高峰及平峰行车间隔小交路4分30秒、大交路9分钟，低峰行车间隔10分。4号线早、晚高峰行车间隔4分25秒，平峰行车间隔6分25秒，低峰行车间隔10分钟。5号线高峰间隔4分58秒，平峰间隔5分52秒，低峰间隔7分40秒。

### 公共安全
宁波轨道交通所有车站进站需要安检，以确保易燃、易爆、有毒、腐蚀性和杀伤性等危险品不被带入车站，保证轨道交通区域的公共安全。站内设有高清摄像头并拥有99%的覆盖率。
宁波市公安局轨道交通治安分局负责宁波轨道交通系统内的安保工作。至2016年3月，宁波轨道交通治安分局在所有车站设有执勤室并在望春桥站、鼓楼站、宝幢站、霞浦站、栎社站和清水浦站设有派出所。
2020年2月6日，因应2019新型冠狀病毒疫情，宁波轨道交通全线网暂停运营。2月15日起，大部分区间恢复运营。2021年12月7日，2号线孔浦至聪园路区段因新一轮疫情临时停运，至12月25日恢复所有车站运营。

### 限制措施

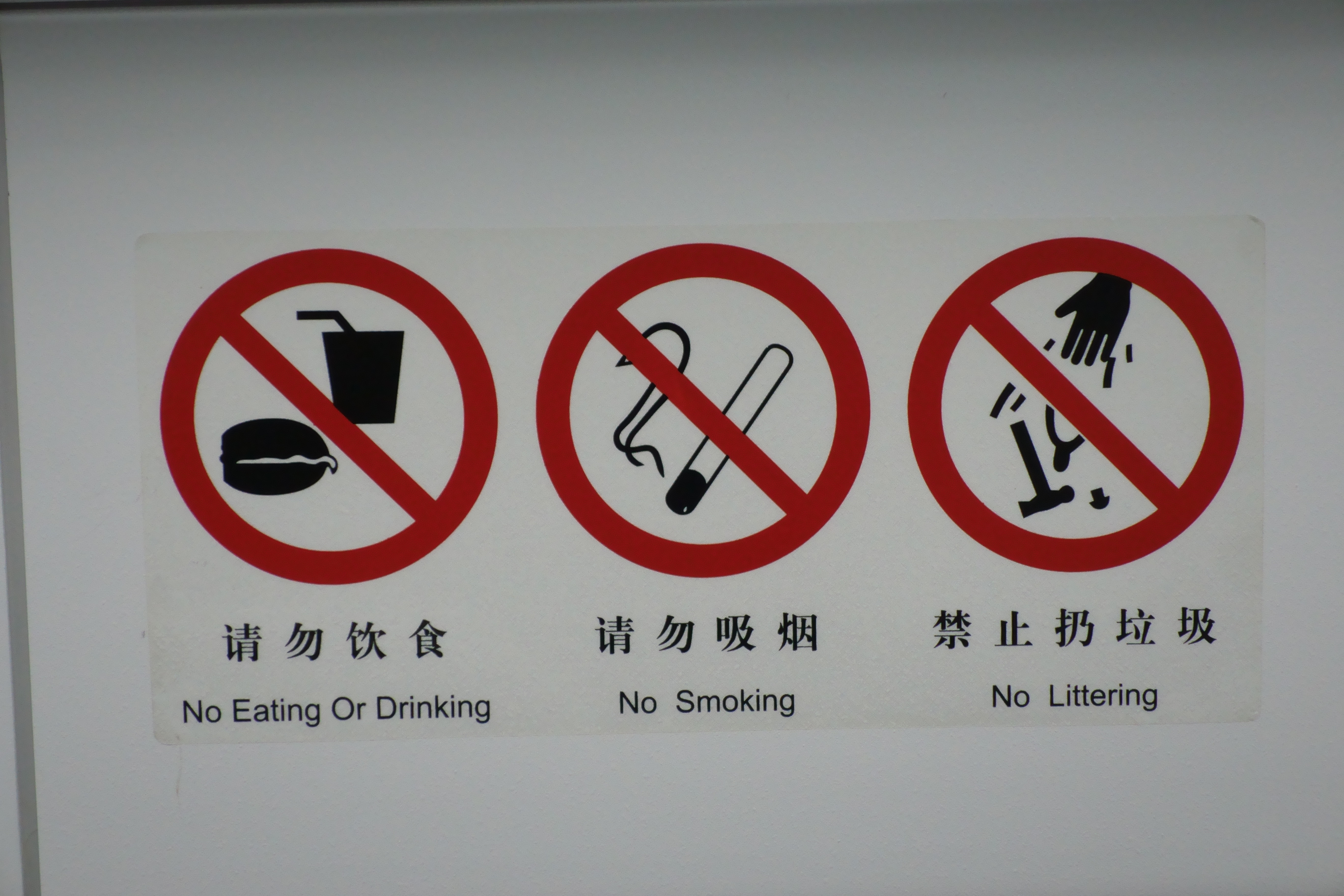
1号线列车内的提醒标志

宁波轨道交通车站、车厢内禁止吸烟、饮食、随地吐痰，轨道交通设施范围内禁止设摊经营，张贴涂写，不按规定丢弃果皮、纸屑等废弃物，吸烟，拦截列车，强行上下车，擅自派发印刷品等行为。折叠自行车被要求安全包装后方能带入车站，除导盲犬外的动物也被禁止进入轨道交通系统。此外，逃票、超程等行为会遭到至多5倍票额的罚款，入闸超过3小时将被收取当站单程最高票价。

## 车站
至2022年12月，宁波轨道交通共有127座车站运营中，其中高架站56座，地下站71座。

### 站台

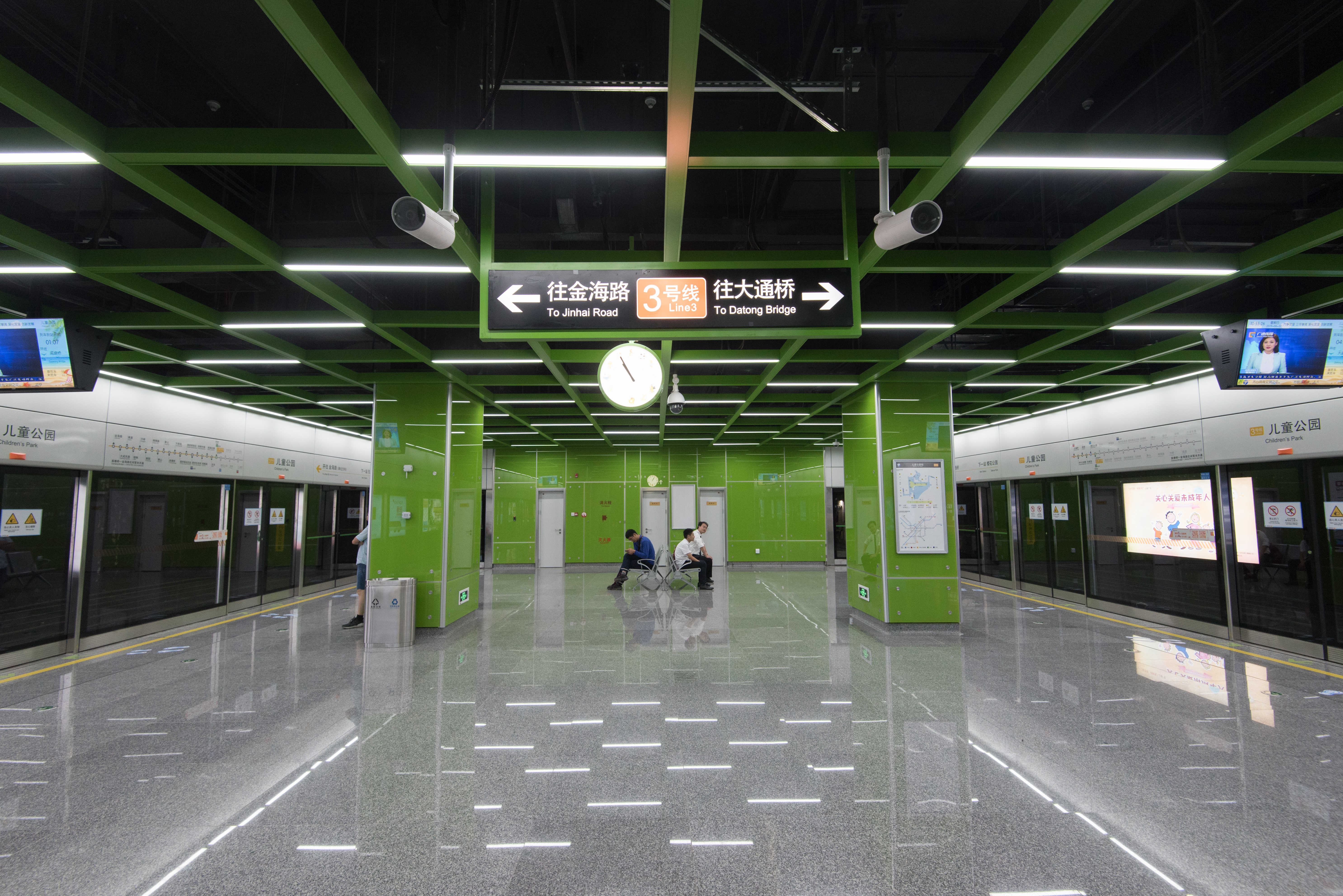
3号线儿童公园站岛式站台和全高屏蔽门

宁波轨道交通所采用的站台形式有岛式站台和侧式站台两种。在所有岛式站台中，2号线宁波火车站较其他站台更宽，达到33.3米，结构为四柱五跨。宁波轨道交通高架站中有相当一部分采用侧式站台，两条路轨位于两个站台中间。东门口（天一广场）站、樱花公园站和泽民站等车站的站台设有免费Wi-Fi上网服务。泽民站、鼓楼站、樱花公园站等车站站台设有数字图书馆服务，提供图书、音频、期刊和视频服务。

### 屏蔽门
宁波轨道交通每座运营车站均设有屏蔽门。1号线一期车站的屏蔽门由宁波南车时代传感技术有限公司制造。地下车站使用高3.3米的全高屏蔽门，高架车站使用高1.5米的半高屏蔽门。屏蔽门设有防夹功能，与车门共同开闭，保护乘客安全。

### 交通接驳
至2014年，宁波轨道交通与其他交通方式的接驳包括3种形式：“轨道+公交场站”、“轨道+公共自行车”和“轨道+公共停车场（或出租车）”。公交方面，6座车站设有配套的公交首末站，多条公交线路与轨道交通接驳并标注可换乘轨道交通的公交站。此外还有多条支线公交用于解决“最后一公里”公交接驳问题。中心城区范围内的10座轨道交通站点设有公共自行车租赁点。除此之外，城市外围车站设有P+R停车场，以截留进入中心城区的私家车。

## 车票
宁波轨道交通可使用多种车票乘坐。甬城通IC卡和新版宁波市民卡可在宁波轨道交通使用。宁波轨道交通支持使用银行卡、支付宝、微信等手段支付。除此之外，宁波轨道交通运营分公司发行普通单程票、月票、日票、预赋值单程票和纪念票5种票卡。

### 票价
宁波轨道交通依据乘车里程实行分段计价，乘车里程4公里内票价为2元，4至8公里票价为3元，8至13公里票价为4元，13至20公里票价为5元，超出20公里部分按每9公里1元计算。至2020年12月，宁波轨道交通最高票价为霞浦至金海路站，票价10元。
| ¥2 0 ~ 4 km¥3 4 ~ 8 km¥4 8 ~ 13 km¥5 13 ~ 20 km+ ¥1 ~ +9 km \| \| \| \| \| \| |  |  |  |  |
|                                                                               |  |  |  |  |

### 单程票

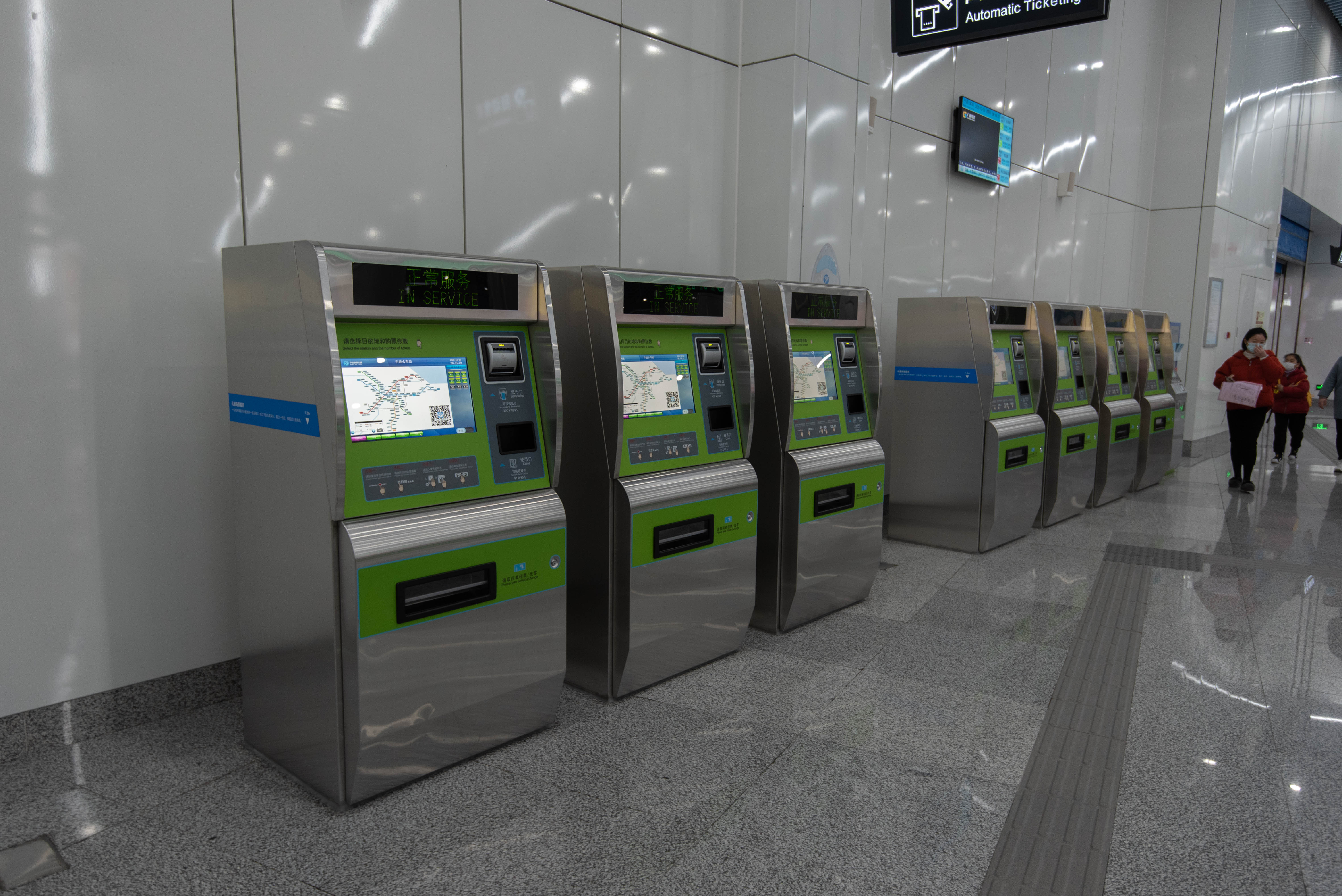
宁波火车站4号线站厅售票机

普通单程票可在进站时购买，只能用于一次进站和一次出站。单程票为卡式，银行卡大小，可在自动售票机购买。2014年发行的单程票共有4个版本，分别绘有宁波鼓楼、天一阁、杭州湾跨海大桥和宁波港，均为宁波的地标建筑，代表宁波的昨天、今天和未来。从2016年5月起，乘客可以使用网络购票机，通过移动支付进行购票。

### 智能卡
甬城通IC卡和新版宁波市民卡可在宁波轨道交通使用。普惠卡可在单程票票价基础上减免5%的票价，学生卡可享受半价优惠。70岁以上老人可在节假日或非高峰时段享受免费乘车，而在高峰时段享受半价优惠。宁波轨道交通可享受与公交间的换乘优惠。如乘客在90分钟内先后刷卡乘坐轨道交通和公交，最终花费为两次乘车所需票价的较大值。

### 优待政策
以下人员享受优待或优惠政策：
- 军人、因公牺牲军人遗属、病故军人遗属、烈士遗属、消防救援人员、因公致残人民警察、70周岁以上老年人、离休干部、重度残疾人、省内荣获国家无偿献血奉献奖的献血者、具有本市户籍的退役军人、中、轻度残疾人、宁波市荣誉市民等符合政策法规的，按照国家、省、市规定，享受优待政策。

- 一名成年乘客可免费携带两名身高不超过1.3米的儿童乘车，但无成年人带领的学龄前儿童不得单独乘车。

### 银行卡和手机支付
宁波轨道交通闸机也支持银联闪付进闸，乘客可用带有NFC功能的银联手机云闪付或带有银联标识的信用卡刷卡进闸乘车。同时，宁波轨道交通支持使用“宁波地铁（官方）”客户端二维码扫码进闸。乘客也可以使用支付宝和微信支付二维码在车站闸机扫码进站。同时为配合长三角一体化建设，上海地铁、杭州地铁、温州轨道交通、合肥轨道交通官方客户端乘车二维码也可以直接扫码乘坐宁波轨道交通。

### 其他票种
宁波轨道交通在2020年前曾在每月开始前通过微信发行月票卡。月票卡为限次乘坐，票价低于单程票价格。2016年的月票价格为100元人民币限乘50次。与国内其他地铁系统一样，宁波轨道交通也发行一日票和三日票，2016年的售价分别为15元和30元人民币，使用期限为首次进站后24小时和72小时，2020年以后月票停止销售。
除此之外，在车站收费系统发生故障或节假日、大型活动时，宁波轨道交通还会发行纸票或预赋值单程票。在六一儿童节、中考和高考，宁波轨道交通也会针对特定人群推出优惠措施。

## 列车
至2022年为止，宁波轨道交通运营中及在建市区线路均采用中车株洲电力机车设计的B型地铁列车。1号线一期牵引系统由株洲西门子牵引设备有限公司生产，其余线路牵引系统则由中车时代电气生产。1号线部分列车、3号线一期列车、4号线和5号线列车由位于宁波市鄞州区的宁波中车产业基地生产。列车为直流1500伏架空接触网供电，6节编组，单节长19米，车体材料为铝合金，外观为鼓形，宽2.9米，全车定员1460人，最大载客量2062人，最高运行速度每小时80公里。车辆两段将拥有能量吸收区，在碰撞情况下起缓冲作用。列车在高架段能够在9级风情况下平稳行驶。车体采用铝合金材料，车内使用LED照明，这些设计能够降低列车运行的能耗。5号线列车具备全自动无人看守运行（UTO）能力，可自动完成唤醒、自检、发车，为浙江省内首次应用。建设中的市域线网则计划使用市域A型车。

## 维护与管理

### 车辆基地
宁波轨道交通1号线设有天童庄车辆段、江南停车场、朱塘村停车场3座车辆基地。2号线设有黄隘车辆段、东外环停车场2座车辆基地。3号线一期、鄞奉段设有首南车辆段和奉化停车场，4号线设有东钱湖车辆段和慈城停车场。5号线一期设有经堂庵跟车辆段和前殷停车场。8号线一期设置下应南车辆段和洪塘停车场。

### 控制中心

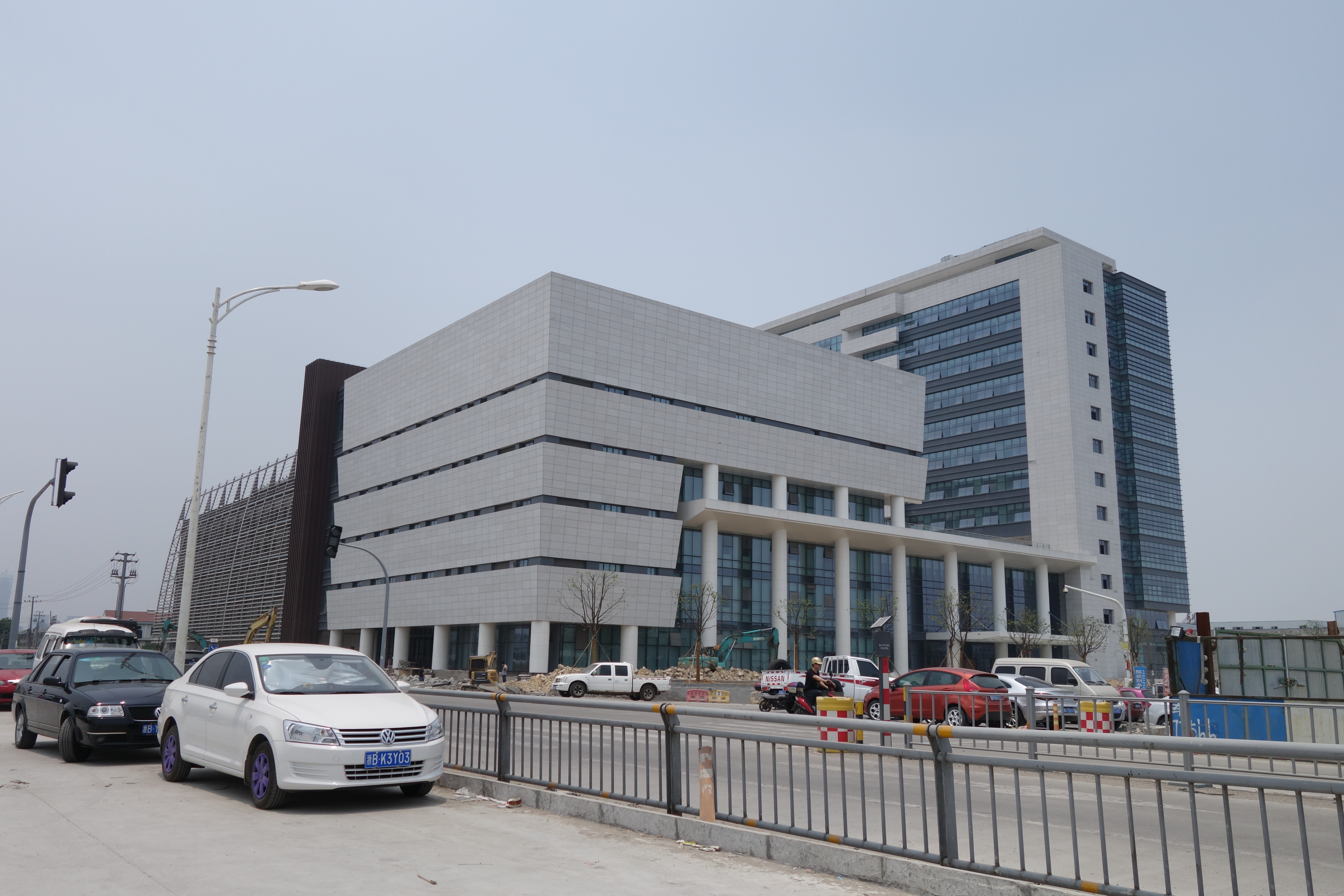
位于东环南路站附近的宁波轨道交通运营控制中心

宁波轨道交通采用一座可控制8条线路的中央控制中心控制所有线路的运行。控制中心位于陈郎桥江以东，浦港路以西，宁穿路以北，靠近东环南路站，占地面积24195平方米，总建筑面积81068平方米，由广州地铁设计院设计。2010年，《宁波轨道交通指挥控制中心工程项目环境影响报告表》由宁波市环境科学研究设计院编制完成，12月13日获得宁波市环保局批复。2011年10月控制中心开工并于2014年10月竣工。轨道三期计划新建一座可供14条线路共用的控制中心，位于规划应慈路与康泰东路东延段交汇处，8号线姜村站西北，下应南车辆段内。

## 轨道文化

### 标志
宁波轨道交通标志名为“精彩宁波”，由中国美术学院艺术设计研究院设计，经过市民投票，于2009年9月1日选出，而先前向全国征集的方案均落选。标志主体为一个变体“甬”字，表明宁波轨道交通的地域特色，同时与国内外其他城市的轨道交通标识相区别。图案将轨道、列车头和“甬”字有机结合，体现出轨道交通相互交错、无限联通、快速高效的特点。同时，标志的色彩选用“海洋蓝”，体现宁波作为港口城市的特点。

### 列车装饰

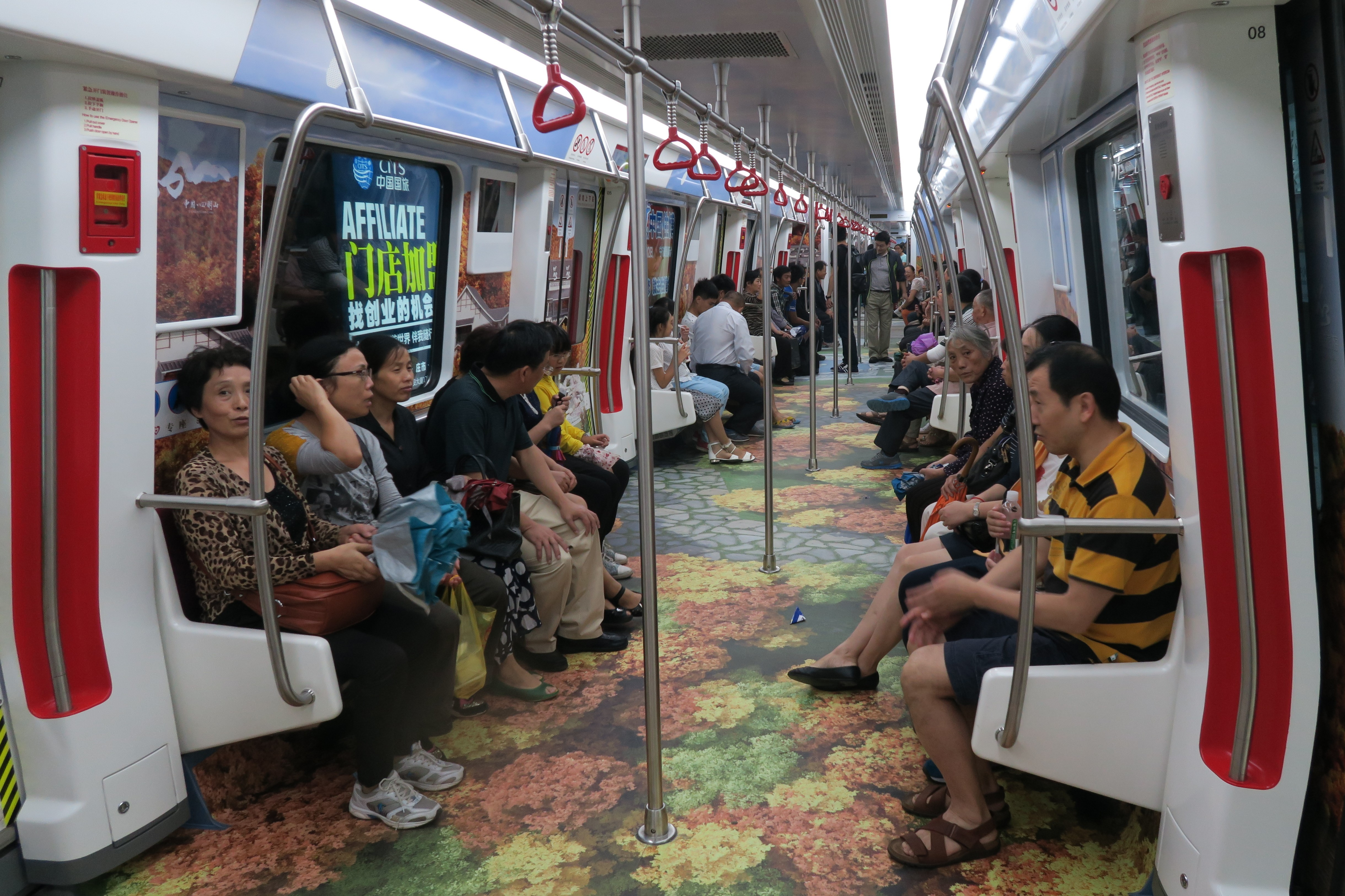
2号线四明山旅游专列内部

宁波轨道交通推出过多列文化专列，多以本地城市特色、文化特质和重要旅游区为主题。2014年8月，1号线首次推出海底世界3D专列。以“米香”、“渔香”、“书香”、“心香”为主题的旅游文化专列受到中国国内多家媒体的关注。

### 免费报刊
《D壹时间》又名《阿拉地铁报》，是唯一在宁波轨道交通发行的免费地铁报，由宁波日报报业集团下属的东南商报主办，随宁波轨道交通开通于2014年5月30日创刊，初期于每周三、四、五发行。

## 物业开发
为保证轨道交通建设资金的持续性，同时促进TOD综合开发，宁波轨道交通采取了“地铁+物业”的发展模式，针对轨道交通拆迁区域、车辆段及停车场、车站及区间地下空间等区域由市政府依据相关实施意见由轨道交通集团实施商业开发。轨道交通集团先后在藕池站、矮柳站、儿童公园站等车站周边，天童庄车辆段、东钱湖车辆段等车辆基地实施房地产开发，针对鼓楼–东门口等地下区间建设商业设施。

## 未来发展

### 近期建设规划
根据国务院批复的《宁波市城市轨道交通近期建设规划（2013-2020年）》和《宁波市城市轨道交通近期建设规划（2021-2026年）》，宁波轨道交通在2026年之前建成1号线至4号线全线、5号线一期、6号线一期、7号线和8号线一期，形成278.7公里长的轨道交通网。除此之外，宁波都市圈城际铁路规划中的10号线、12号线也属于宁波轨道交通系统，为宁波轨道交通集团公司运营。与此同时，研究中的第四轮建设规划将包含1至8号线的延伸及10号线主城区段、12号线机场段和梅山段的内容。
| 线路名           | 线路名                                 | 开工日期         | 规划启用日期     | 起点／终点       | 起点／终点       | 长度 （千米）    | 车辆编组         | 最高时速 （千米/小时） | 车辆基地                  |
| 中心城区轨道交通 | 中心城区轨道交通                       | 中心城区轨道交通 | 中心城区轨道交通 | 中心城区轨道交通 | 中心城区轨道交通 | 中心城区轨道交通 | 中心城区轨道交通 | 中心城区轨道交通       | 中心城区轨道交通          |
| ---------------- | -------------------------------------- | ---------------- | ---------------- | ---------------- | ---------------- | ---------------- | ---------------- | ---------------------- | ------------------------- |
|                  | 1号线（西延）                          | 未开工           | 未知             | 石路头           | 高桥西           | 1.5              | 6B               | 80                     |                           |
|                  | 6号线（一期，近期建设）                | 2023年1月3日     | 2026年           | 古林             | 红联             | 35.6             | 6B（UTO）        | 100                    | 高桥南车辆段 新棉停车场   |
|                  | 6号线（一期，宁波西枢纽区间）          | 未开工           | 未知             | 古林             | 宁波西枢纽       | 4.2              | 6B（UTO）        | 100                    |                           |
|                  | 7号线                                  | 2022年1月5日     | 2025年           | 云龙             | 俞范             | 38.8             | 6B（UTO）        | 100                    | 下应南车辆段 联群停车场   |
|                  | 8号线（一期，下应南区间）              | 2022年1月5日     | 未知             | 寒松路           | 下应南           | 1.24             | 6B（UTO）        | 80                     |                           |
| 市域轨道交通     |                                        |                  |                  |                  |                  |                  |                  |                        |                           |
|                  | 10号线（宁波至慈溪市域（郊）铁路）     | 2022年11月2日    | 2026年           | 孔浦             | 慈溪火车站       | 63.4             | 市域4A           | 160                    | 龙山车辆段                |
|                  | 12号线（宁波至象山市域（郊）铁路主線） | 2022年1月14日    | 2027年           | 小洋江           | 大目湾           | 62.4             | 市域4A           | 160                    | 横溪车辆段 南部新城停车场 |

### 远期线网规划

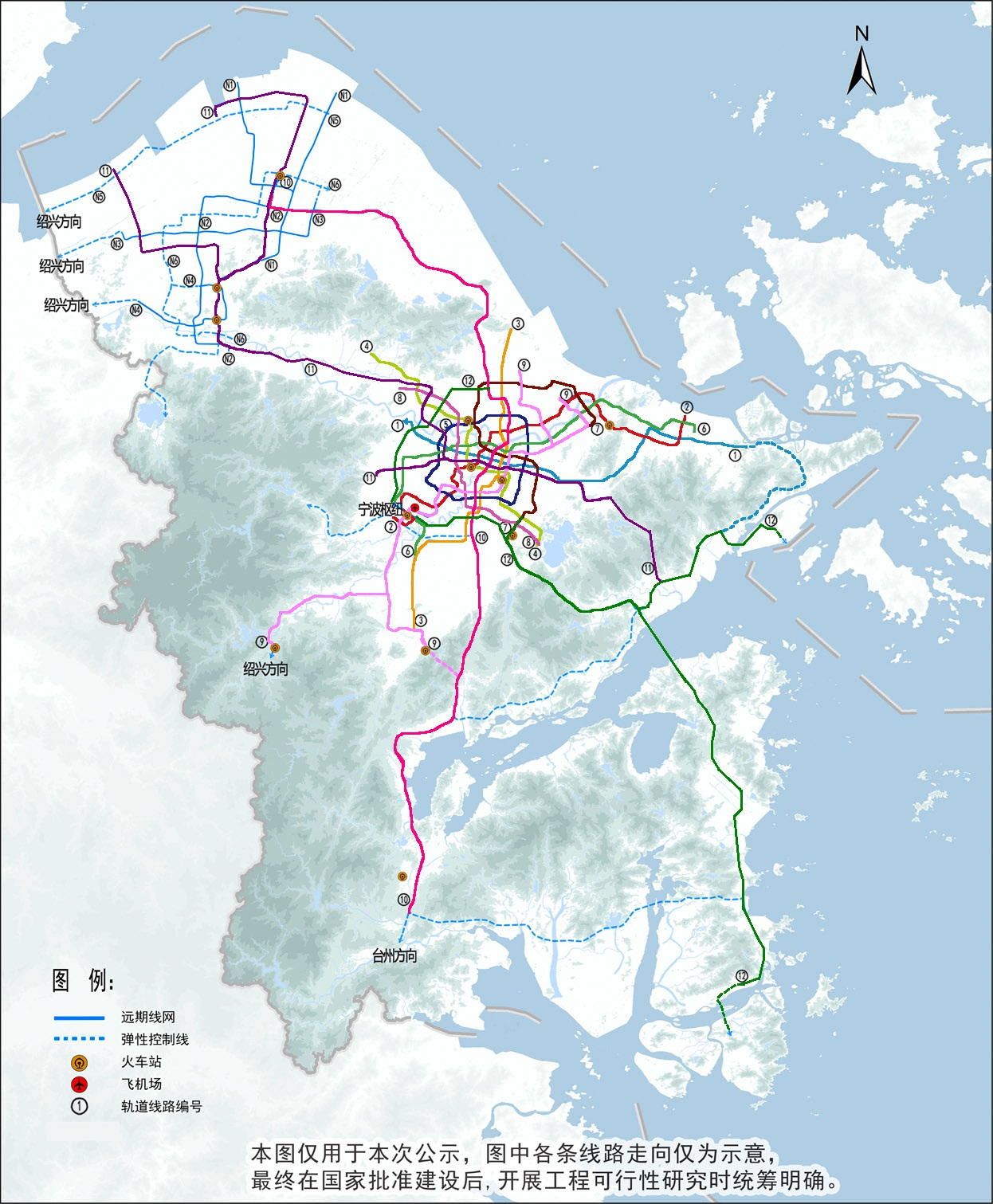
宁波市轨道交通线网规划（2021-2035年）线网方案

根据2023年公布的《宁波市轨道交通线网规划（2021-2035年）》，宁波轨道交通远期线网规划目标为构建宁波市域形成60分钟交通圈、中心城区和余慈城区形成60分钟通勤圈以及主要片区45分钟抵达宁波西枢纽为目标。远期规划线网全长1162.5千米，由市域轨道交通和城区轨道交通组成，覆盖中心城区、余慈地区和宁海、象山两县，其中城区轨道交通由中心城区轨道交通和余慈城区轨道交通组成。市域轨道交通覆盖中心城区、余慈地区和宁海、象山两县，由10号线、11号线和12号线组成，全长494.2千米。中心城区轨道交通由1至9号线组成，覆盖三江片和镇海、北仑、奉化，全长525.2千米。余慈城区轨道交通由N1至N4号线组成，全长143.1千米，覆盖前湾新区和余姚、慈溪。线网同时预留与绍兴、台州轨道交通线网互联互通能力。该规划已获宁波市政府批复并公布。